# بنجامین گراهام
 بنجامین گراهام (انگلیسی: Benjamin Graham؛ ۹ مهٔ ۱۸۹۴ – ۲۱ سپتامبر ۱۹۷۶) یک اقتصاددان اهل ایالات متحده آمریکا بود.

## بنجامین گراهام
گراهام یکی از معروف‌ترین فعالان بورس در سال‌های دهه ۶۰ میلادی بود که علاوه بر نظریه‌پردازی با خریدهای خود توانست در حرفه کارگزار (دلال) نام خود را در تاریخ بورس نیویورک برای همیشه حک نماید. بنجامین گراهام در سال ۱۸۹۴ در انگلستان متولد شد. در یک سالگی همراه با خانواده به آمریکا مهاجرت کرد و در کودکی به دلیل فوت پدر فقر را تجربه کرد و از همان کودکی علاوه بر تحصیل به کار هم می‌پرداخت. او موفق شد در ادامه از دانشگاه کلمبیا بورسیه گرفته و در رشته‌های فلسفه و ریاضیات تحصیل کند ولی گرایش او به بازار بورس از بیست سالگی هنگامی که در یکی از کارگزاری‌های وال‌استریت مشغول به کار شد نمایان شد.
او در بسیاری از موارد پنهانی به مشتریان کارگزاری مشاوره می‌داد و همین باعث حسادت دیگر همکاران او شد و در نهایت کار خود را در آنجا از دست داد. ولی گراهام که به سرمایه‌گذاری‌های خود بسیار مطمئن بود با سرمایه اندک به خرید سهام در بورس نیویورک ادامه داد، و پس از مدت کوتاهی توانست میلیون‌ها دلار از این راه به‌دست بیاورد، و نام خود را در وال‌استریت به یک معامله‌گر ویژه مطرح کند.

## فعالیت‌های مالی و دانشگاهی
او در سال ۱۹۳۴ با انتشار کتاب "تحلیل اوراق بهادار" به همراه دیوید دادد خود را به عنوان یکی از اقتصاددانان تحلیلگر بازار بورس مطرح کرد و پس از آن بیشتر به تحقیق و مطالعه در این زمینه پرداخت. کتاب تحلیل اوراق بهادار به همراه کتاب "سرمایه‌گذار هوشمند" در سال ۱۹۴۹ (ویرایش چهارم این کتاب در سال ۲۰۰۳ به همراه جیسون زواگ منتشر شد) دو کتاب بسیار مشهور او هستند. وارن بافت کتاب سرمایه‌گذار هوشمند را بهترین کتاب سرمایه‌گذاری که تا به حال منتشر شده‌است، می‌داند.
بسیاری از نظریه‌های او همچنان مورد توجه فعالان بورس در سرتاسر دنیاست و کتاب‌های او هم جزو کتاب‌های بسیار ممتاز اقتصادی در زمینه سرمایه‌گذاری و تحلیل بورس به‌شمار می‌رود. از او به عنوان یکی از امیددهندگان اقتصادی به آمریکاییان در دوران پس از رکود جنگ جهانی دوم نام برده می‌شود. هواداران او از روش‌هایی پیروی می‌کنند که به نام نظریه گراهام معروف است. وارن بافت نیز از همین روش برای تحلیل سهام استفاده می‌کند. نکات مهم روش گراهام عبارتند از:
1- هیچ‌کس از آینده بازار مطلع نیست. پس ما به دنبال پیش‌بینی آینده نیستیم ما براساس رفتار کنونی بازار عمل می‌کنیم.
2- هر شرکت دارای دو ارزش دفتری و ارزش بازار است. ارزش دفتری حاصل تقسیم دارایی‌ها بر تعداد سهام و ارزش بازار نیز حاصل ضرب قیمت هر سهم در تعداد سهام است. اگر ارزش بازار شرکتی کمتر از ارزش دفتری آن باشد پس قیمت آن سهم پایین بوده و برای خرید مناسب است.
3-سهامی مناسب هستند که از نسبت قیمت/ارزش بازار نزدیک به 1 و P/E پایین برخوردار باشند.
4- فاصله ارزش دفتری با ارزش بازار شرکت، حاشیه اطمینان آن نام دارد که هرچقدر بیشتر باشد یعنی سرمایه‌گذار کمتر از نوسانات غیرمنطقی و بی‌دلیل بازار ضربه خواهد خورد.

## کتاب‌های منتشر شده در ایران
ترجمه کتاب The Intelligent Investor
- سرمایه‌گذار هوشمند. نشر چالش تهران ۱۳۹۴. مترجم: سعید ساداتیان. [۱]
- سرمایه‌گذار زیرک. نشر هوشمند تدبیر تهران ۱۳۹۶. مترجم: بهاره حسین‌نژاد ندائی و ابوالفضل امان‌اله نژادکلخوران. [۲]